# Flota Północna
Flota Północna (ros. Северный флот) – największy i najsilniejszy morski związek operacyjny Marynarki Wojennej Federacji Rosyjskiej.

## I wojna światowa
W Rosji w czasie I wojny światowej 1914–1918, w celu obrony na szlakach żeglugowych na Morzu Barentsa statków rosyjskich i brytyjskich przed niemieckimi okrętami nawodnymi oraz podwodnymi 19 czerwca 1919 r. utworzona została Flotylla Oceanu Północnego. W marcu 1920 w Archangielsku sformowana została Flotylla Białomorska, w kwietniu 1920 r. przemianowana na Siły Morskie Morza Północnego. Te związki operacyjne zostały rozformowane w styczniu 1923.
Swój nowy początek Flota Północna bierze od utworzonej 6 czerwca 1933 Północnej Flotylli Wojennej (dowódca Z. Zakupniew) oraz z wydzielonych okrętów Floty Bałtyckiej (2 niszczyciele, 2 okręty ochrony, 2 łodzie podwodne – 18 maja wyszły z Kronsztadu, a 5 sierpnia weszły do Murmańska), a zatem przemianowanej we Flotę Północna 11 maja 1937. We wrześniu 1933 do portu Soroku na Morzu Białym przyszła druga część tzw. Oddział 2 Okrętów (1 niszczyciel, 1 okręt ochrony, 1 okręt podwodny i 2 trałowce). W 1935 bazą okrętów został port Polarnyj. We wrześniu 1935 Flotylla została wzmocniona oddziałem samolotów. Do 11 maja 1937 były skompletowane baterie obrony brzegowej i obrony przeciwlotniczej, zbudowane lotniska, doszły z przemysłu nowe okręty.

## II wojna światowa
W czasie wojny zimowej 1939–1940 Flota Północna wykonała postawione zadania, m.in. blokowała fińską bazę Petsamo. W celu obrony wybrzeża, baz morskich, portów i wykonania innych zadań w sierpniu 1940 była sformowana Białomorska Baza Marynarki Wojennej.
Po ataku Niemiec 1941 w skład Floty wchodziło: 15 okrętów podwodnych, 8 niszczycieli, 7 dozorowców, 14 kutrów dozorowych, 2 trałowce, 1 okręt minowania, 116 samolotów (Wojska Lotnicze Floty), związki taktyczne i jednostki obrony wybrzeża i obrony przeciwlotniczej. Siły Floty bazowały w Polarnym, Murmańsku i Archangielsku. W czasie wojny siły Floty były wzmocnione okrętami i samolotami z Floty Bałtyckiej, Floty Oceanu Spokojnego i Flotylli Kaspijskiej, a także z sił zmobilizowanych, od przemysłu i z Lend-Lease’u, a samoloty także z rezerwy Stawki. W czasie wojny w składzie Floty Północnej były sformowana Białomorska Flotylla Wojskowa i Północny Rejon Obrony. Flota Północna broniła wybrzeża morskiego, współdziałała ze skrzydłami wojsk lądowych, wysadzała desanty morskie, działała na morskich liniach komunikacyjnych nieprzyjaciela, broniła komunikacji morskich, konwojowała statki transportowe sojuszników. W pierwszych miesiącach wojny Flota wspólnie z 14 Armią Frontu Karelskiego udaremniła plan opanowania Murmańska, Polarnego i półwyspów Średniego i Rybaczego. W październiku 1944 Flota brała udział w operacji petsamsko-kirkeneskiej wojsk lądowych (ok. 10 tys. marynarzy walczyło na lądzie jako oddziały spieszone). 15 kwietnia 1945 Białomorska Flotylla Wojskowa została przemianowana na Białomorski Morski Rejon Obrony.
W okresie wojny Flota eskortowała ponad 2500 statków w składzie konwojów na wodach wewnętrznych i ok. 1500 transportów w składzie konwojów zewnętrznych. Za zasługi bojowe 12 okrętów, jednostek i związków taktycznych było wyróżnionych mianem gwardyjskich, 47 nagrodzonych orderami, 14 nadano honorowe imiona, ponad 48 tysięcy oficerów i marynarzy zostało nagrodzonych orderami i medalami, 85 otrzymało tytuły Bohatera Związku Radzieckiego, w tym czterech dwukrotnie.

## Po II wojnie światowej w SZ ZSRR
W okresie powojennym Flota Północna ZSRR przeszła przekształcenia. Jej zasadnicze siły stanowiły atomowe okręty rakietowe wyposażone w pociski balistyczne, lotnictwo dalekiego zasięgu wyposażone w pociski powietrze-ziemia i przeciwokrętowe, okręty lotniskowe.
Flotą dowodzili m.in. admirałowie: K.I. Duszenow, W.P. Drozd, A.G. Gołowko, W.I Płatonow, A.T. Czabanienko, W.A. Kasatonow, S.M. Łobow, G.M. Jegorow, W.N. Czernawin, F.N. Gromow.

## Flota Federacji Rosyjskiej
Zasadniczą składową Floty Północnej w okresie rozpadu ZSRR  był komponent podwodnych sił jądrowych. W jego skład wchodziła 1., 3., 11 Flotylla Atomowych Okrętów Podwodnych i 9 Eskadra OPARB. Flota dysponowała bazami morskimi w Widajewie, Gadżyjewie, Griemisze, Polarnym, Ura-Guba i Zapadnoj Licy. Posiadając status komponentu oceanicznego, utrzymywała zdolność do realizacji zadań w obszarze Atlantyku i Arktyki. Docelowym rejonem działań miał pozostawać akwen położony za wyspami Azorskimi, między Nową Funlandią oraz Bermudami. Utrzymano też siły na Morzu Norweskim i Grenlandzkim. Ze składu Floty Północnej wydzielano do 7 Atlantyckiej Eskadry Operacyjnej 43 Dywizję Okrętów Nawodnych i 2 Dywizję Okrętów ZOP.
 Na przełomie lat 80. i 90. XX w  gros sił lotnictwa morskiego Floty skomasowana była w 5 Dywizji Morskich Nosicieli Rakiet (około 70 samolotów TU-22M) oraz 35 Dywizji Lotniczej ZOP (około 70 samolotów TU-142M).  Dwa pułki lotnictwa szturmowego, dwa pułki ZOP  i pułk śmigłowców ZOP przewidziany był do wsparcia z powietrza Flotylli Kolskiej.
W 1991 w składzie wojsk brzegowych pozostawały: 77 Dywizja Obrony Wybrzeża, 61. i 175 Brygada Piechoty Morskiej, dwa pułki artylerii rakietowej, pułk rakiet OP oraz pododdziały wsparcia i zabezpieczenia. W Sewieromorsku stacjonował 420 Morski Punkt Rozpoznania. 
Trzon Floty Północnej stanowią obecnie okręty podwodne o napędzie atomowym przenoszące pociski balistyczne klasy SLBM oraz wielozadaniowe okręty podwodne o takim samym napędzie. Flota jest trzonem Połączonego Dowództwa Strategicznego Flota Północna, stanowiącego strukturę jak okręg Wojskowy (piąty - obok istniejących obecnie czterech (Zachodniego, Południowego, Centralnego i Wschodniego).

### Struktura organizacyjna
Zjednoczone Dowództwo Strategiczne (Объединенное стратегическое командование)
- siły podwodne;
- wojska lądowe i brzegowe;
  - 61 Samodzielna Brygada Piechoty Morskiej;
  - 200 Samodzielna Brygada Zmechanizowana;
  - 80 Samodzielna Brygada Zmechanizowana (arktyczna);
- 45 Armia Sił Powietrznych i Obrony Przeciwlotniczej;
- Kolska Flotylla Sił Różnorodnych;
- Białomorska Baza Marynarki Wojennej[3].

### Siły bazowania morskiego
Komponent morski w 2008
- 29 Brygada Atomowych Okrętów Podwodnych Specjalnego Przeznaczenia
- 81 Brygada Okrętów Wsparcia i Zabezpieczenia
- 88 Brygada Okrętów Ratowniczych

11 Eskadra Atomowych Okrętów Podwodnych
- 7 Dywizja Atomowych Okrętów Podwodnych
- 11 Dywizja Atomowych Okrętów Podwodnych

12 Eskadra Atomowych Okrętów Podwodnych
- 18 Dywizja Atomowych Okrętów Podwodnych
- 24 Dywizja Atomowych Okrętów Podwodnych
- 31 Dywizja Atomowych Okrętów Podwodnych

Flotylla Kolska
- 2 Dywizja Okrętów ZOP
- 121 Brygada Okrętów Desantowych
- 161 Brygada Okrętów Podwodnych
- 7 Brygada Okrętów Obrony Rejonu Wodnego
- 5 Brygada Trałowców
- 51 dywizjon okrętów rozpoznawczych

Baza Morska Biełomorsk
- 43 dywizjon okrętów Ochrony Rejonu Wodnego

- 339 Brygada Remontowanych /budowanych/ Okrętów Podwodnych
- 16 Brygada Remontowanych /budowanych/ Okrętów Nawodnych

### Wojska brzegowe Floty Północnej
komponent lądowy w 2008
- 61 Samodzielna Kirkenska BPM – Sputnik.
- 536 Samodzielna Brygada Artylerii Brzegowej – Snieżnogorsk, zatoka Olenia.
- 99 samodzielny pułk łączności (RWŁ) – Polamyj
- 215 samodzielny pułk walki elektronicznej – Seweromorsk;
- pułk rakiet przeciwlotniczych – Seweromorsk;
- pułk obrony przeciwchemicznej – Murmańsk;
- 180 morski batalion inżynieryjny – Seweromorsk;
- batalion ochrony i obrony dowództwa FP;
- 160 kompania płetwonurków bojowych;
- 269 samodzielna kompania płetwonurków bojowych
- 313 kompania płetwonurków bojowych;
- 420 morski punk rozpoznawczy specjalnego przeznaczenia – Polamyj

### Lotnictwo morskie Floty Północnej
komponent powietrzny w 2008
- 924 Gwardyjski Kijowski pułk samolotów-nosicieli rakiet – Olenia.
- 279 pokładowy pułk lotnictwa myśliwskiego – Seweromorsk 3.
- 830 Kirkieński pokładowy pułk śmigłowców ZOP – Seweromorsk.
- 430 mieszany morski pułk lotniczy – Seweromorsk.
- 73 samodzielna morska eskadra samolotów ZOP dalekiego zasięgu[a] – Kipielowo.

## Dowództwo
- dowódca adm. Aleksandr Moisiejew[6].